# Mariaschool (Soest)
De Mariaschool is een gemeentelijk monument aan de Mariastraat 1 in Soest in de provincie Utrecht.
De rooms-katholieke school voor gewoon lager onderwijs werd ontworpen door architect Van Vliet. In 1921 werden vijf lokalen en een gymzaal gebouwd. Het gymnastieklokaal bevindt zich aan het eind van de linkervleugel. In 1937 werden twee lokalen aangebouwd aan de rechtervleugel. De lokalen van de school hebben laddervensters.
Het gebouw staat op de hoek van de Mariastraat en de Beetzlaan en heeft tot 1987 dienstgedaan als school. Het bakstenen pand heeft een V-vormige plattegrond. De ingang is op de plaats waar de beide vleugels samenkomen. De dubbele houten deur is bereikbaar via een gemetselde trap. Boven de deur is een houten snijraam en een smeedijzeren lantaarn. In het topgeveltje erboven is een mozaïek met een voorstelling van Mater Maria en de Heilige Geest. Aan weerszijden van het ingangstorentje is een driezijdige uitbouw. Op het torentje staat een met leien gedekt koepeldak met houten lantaarn en een kruis. Het pand heeft een overstekend dak.

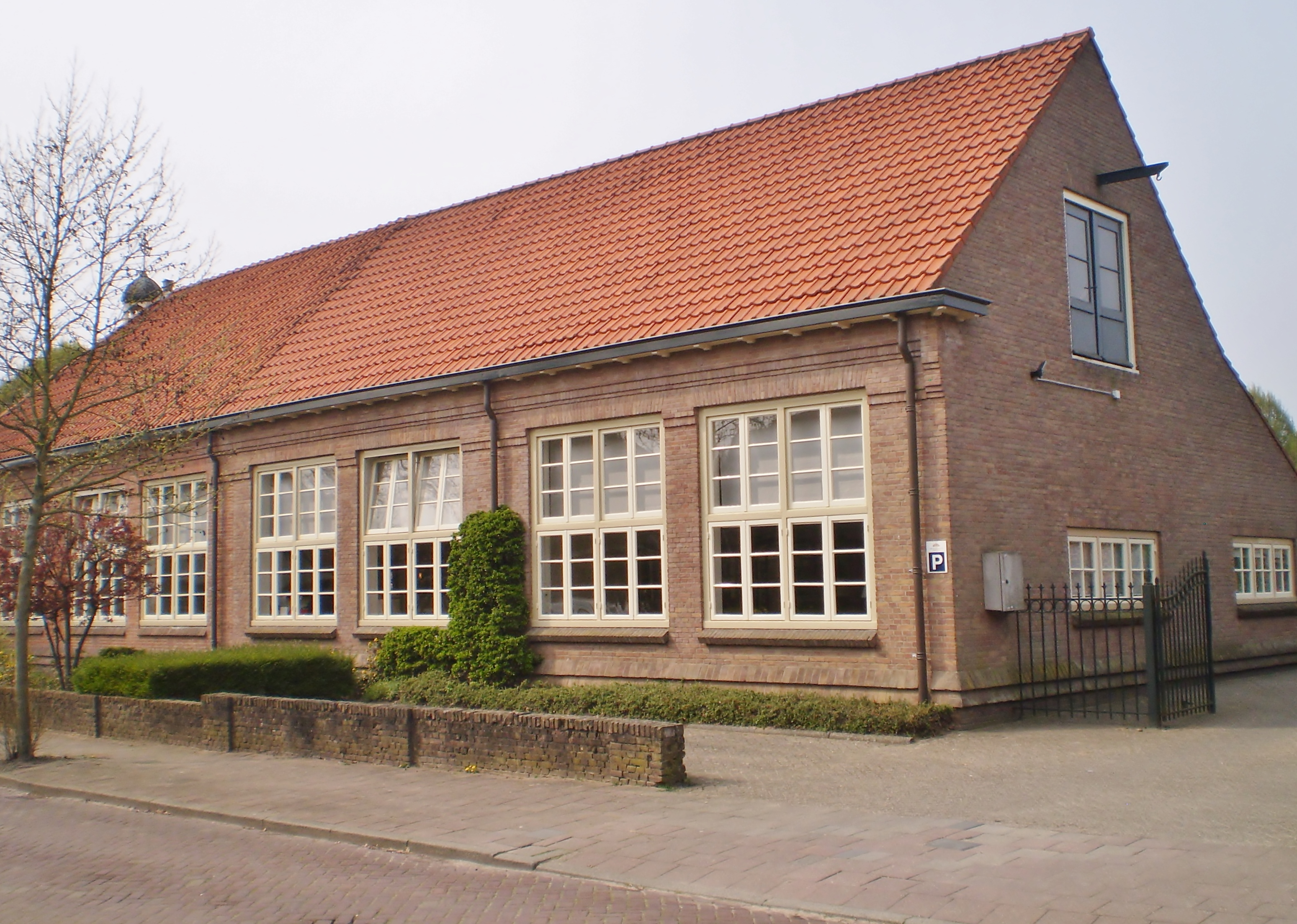
Vanaf de Mariastraat